# Varsó bombázása

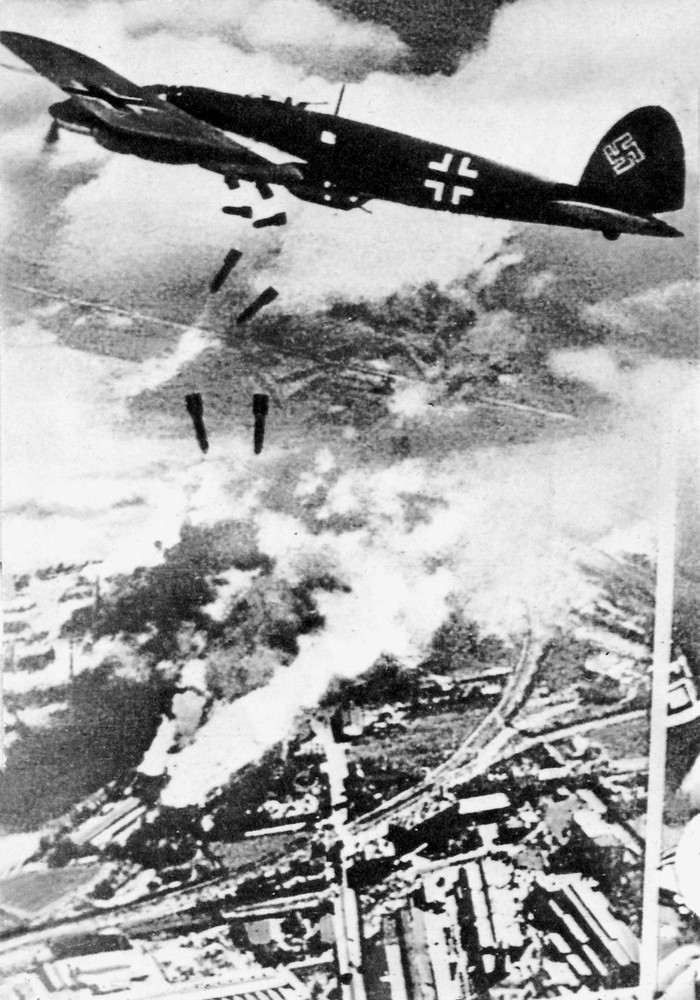
Heinkel He 111 bombázó Varsó felett

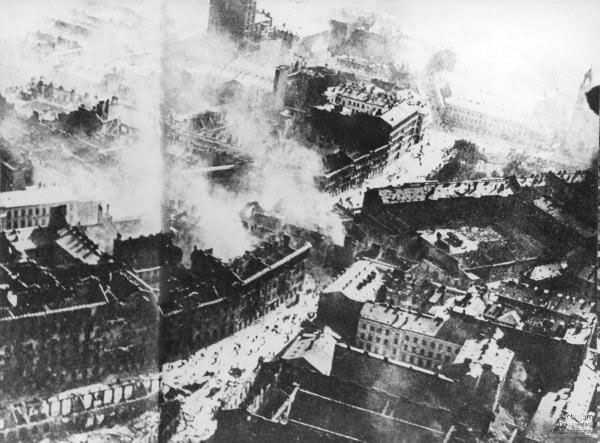
Varsó a bombázások után, 1939-ben

Varsó bombázása jelenti egyrészt Varsó Luftwaffe általi stratégiai bombázását Varsó 1939-es ostromakor, a lengyelországi hadjárat idején, másrészt pedig a német rajtaütésszerű bombatámadásokat az 1944-es varsói felkelés idején.

## 1939
A szeptemberi hadjárat során a Wasserkante-hadművelet keretében a Luftwaffe már szeptember 1-jén bombázta a várost. Négy bombázókötelék repült a város fölé, azonban lengyel PZL P.11 vadászgépekkel kerültek szembe, így a támadás nem volt sikeres, a németek 16, a lengyelek 10 gépet veszítettek. Szeptember 6-ára a lengyelek azonban vadászgépeik többségét elveszítették, így a város légvédelmét csak a 45 és 75 mm-es légvédelmi ágyúk látták el. A Wehrmacht szeptember 8-án 140 Junkers Ju 87 „Stuka” zuhanóbombázóval bombázta a város Visztulától keletre eső részét, illetve a nyugati részen a Lengyel Hadsereg állásait. Szeptember 13-án gyújtóbombákkal több helyütt kiterjedt tüzeket okoztak.
Végül 1939. szeptember 25-én megkezdődött a Varsó elleni összehangolt támadás. Körülbelül 1150 támadó repülést hajtottak végre a német bombázók, hogy megadásra kényszerítsék a maradék lengyel helyőrséget. Az akció során 500 tonnányi robbanóbombát és 72 tonnányi gyújtóbombát dobtak le a városra, többnyire szállítógépből bombázóvá alakított Junkers Ju 52/3m-ket használtak. A bombázást a nehéztüzérség is támogatta.
Szeptember 26-án a három kulcsfontosságú védelmi erődöt elfoglalták németek, a helyőrség megadta magát, 27-én a német katonák megszállták a várost.
Összesen 40 000 civil vesztette életét, az épületek 10%-a elpusztult, 40%-a megrongálódott. Különösen a belvárost érintették súlyosan a támadások.

## Következmények
A második világháború alatt a város 84%-a elpusztult a német és szovjet bombázások, tüzérségi tüzek és a város tervszerű lerombolása következtében.